# Adaptări ale aventurilor lui Sherlock Holmes pentru jocuri video
Această pagină prezintă diferite adaptări pentru jocuri video ale aventurilor lui Sherlock Holmes, acesta din urmă fiind un detectiv particular imaginar creat de Arthur Conan Doyle. Aceste jocuri video sunt rareori adaptări ale aventurilor scrise de Conan Doyle (cu excepția romanului Câinele din Baskerville). Cvasitotalitatea jocurilor analizate reiau personajele principale ale « canonului holmesian » în jurul unui nou scenariu, nefiind imaginate de Conan Doyle.

## Ficțiuni interactive
Primele jocuri video inspirate din universul lui Sherlock Holmes sunt aventurile textuale (ficțiuni interactive) în engleză sau mai rar în japoneză.
- 1984 : Sherlock (Melbourne House, pentru ZX Spectrum și Commodore 64)
- 1985 : Sherlock Holmes: Another Bow (Bantam Imagic, pentru DOS, Apple II, Commodore 64 și Macintosh)
- 1986 : Sherlock Holmes: The Vatican Cameos (Ellicott Creek Software, pentru DOS și Apple II)
- 1987 : Sherlock: The Riddle of the Crown Jewels (Infocom, pentru DOS, Amiga, Apple II, Atari ST, Commodore 64 și Macintosh)
- 1987 : Young Sherlock: The Legacy of Doyle (Pack-In-Video, pentru MSX)
- 1988 : Sherlock Holmes: A Matter of Evil (Creative Juices, pentru ZX Spectrum)
- 1988 : Sherlock Holmes: The Case of the Beheaded Smuggler[1] (Zenobi Software & Mental Images, pentru ZX Spectrum)
- 1990 : Sherlock Holmes: The Lamberley Mystery[2] (Zenobi Software, pentru ZX Spectrum)
- 1991 : The Hound of the Baskervilles[3] (On-Line & Solid State Systems, pentru Amiga CDTV și compatibilizat cu DOS în 1993)

The Hound of the Baskervilles nu este același tip de ficțiune interactivă ca jocurile precedente: este vorba aici de o adaptare a romanului Câinele din Baskerville fără elementul veritabil al jocului: jucătorul poate să citească extrase din roman (în engleză) însoțite de imagini ilustrând anumitre scene . O voce preînregistrată a doctorului Watson poate să citească extrasele din roman.

## Adaptări inspirate din jocurile de societate
Jocurile video inspirate din jocurile de societate și în care intervin personaje din universul lui Sherlock Holmes sunt jocuri de reflecție și de logică care nu utilizează aceste personaje într-un mod figurativ: aceste jocuri nu dispun de scenariu propriu-zis.
- 1986 : 221B Baker Street, inspirat de Cluedo (IntelliCreations, Inc. & Pacific Softech Inc., pentru DOS, Apple II, Atari 8-bit, Atari ST și Commodore 64)
- 1996 : PC-Sherlock: A Game of Logic & Deduction, inspirat de Mastermind[5] (Yestersoft, pentru DOS)

## Seria «Consulting Detective»
Seria Sherlock Holmes: Consulting Detective este o serie de jocuri de aventură dezvoltată în perioada 1991-1993 de ICOM Simulations, formată din trei volume:
- 1991 : Sherlock Holmes: Consulting Detective Volume I
- 1992 : Sherlock Holmes: Consulting Detective Volume II
- 1993 : Sherlock Holmes: Consulting Detective Volume III

## Seria «The Lost Files of Sherlock Holmes»
Seria The Lost Files of Sherlock Holmes este o serie de jocuri de aventură dezvoltată de Mythos Software și formată din trei volume:
- 1992 : The Case of the Serrated Scalpel
- 1996 : L'Affaire de la rose tatouée

## Seria realizată de Frogwares
Începând din 2002, studioul de dezvoltare Frogwares a dezvoltat seria de aventuri ale lui Sherlock Holmes (jocurile de aventură se deosebesc de jocurile « casual »).
Jocuri de aventură
- 2002 : Mystery of the Mummy (pentru PC apoi portat pe Nintendo DS)
- 2004 : Secret of the Silver Earring (pentru PC)
- 2006 : The Awakened (pentru PC, remasterizat în 2008)
- 2007 : Sherlock Holmes versus Arsène Lupin (pentru PC, remasterizat în 2010)
- 2009 : Sherlock Holmes versus Jack the Ripper  (pentru Xbox 360 și PC)
- 2012 (programat) : The Testament of Sherlock Holmes (prevăzut pentru Xbox 360, PlayStation 3 și PC)

Jocuri casual
- 2008 : The Adventures of Sherlock Holmes: The Mystery of the Persian Carpet (pentru PC)
- 2009 : Sherlock Holmes and the Mystery of Osborne House (pentru Nintendo DS)
- 2010 : Sherlock Holmes and the Hound of the Baskervilles (pentru PC)

## Jocuri pentru copii
- 2007 : Cerebral Sherlock : Les enquêtes cérébrales de Sherlock Holmes[6] (pentru Microsoft Windows)

Este vorba de un joc de logică în stilul « desenelor animate », în care tânărul jucător îl încarnează pe doctorul Watson și trebuie să folosească o mașină a timpului pentru a găsi un răufăcător. Enigmele sunt adaptate pentru copii de 7-10 ani. Jocul se desompune în minijocuri care au loc în epoci diferite, cum ar fi Cucerirea Vestului și Antichitatea.

## Jocuri casual
După exemplul jocurilor « casual » ale Frogwares, au fost scoase pe piață și alte jocuri de tip « casual » în point & click.
- 2008 : Les Affaires Perdues de Sherlock Holmes (pentru Microsoft Windows și Mac OS)

Jucătorul trebuie să rezolve diferite cazuri independente unele de altele (sunt 16 cu totul), căutând prin numeroase decoruri în 2D cu scopul de a descoperi indicii pentru diverse cazuri de spionaj, furt și crimă.